# Мягкая робототехника
Мягкая робототехника — направление робототехники, специализирующееся на конструировании роботов из мягких материалов, подобных тканям живых организмов.
Многие идеи мягкой робототехники заимствованы у живых организмов — как они движутся и адаптируются к окружающей среде. В отличие от традиционных роботов из жёстких материалов, мягкие роботы обеспечивают повышенную гибкость и адаптируемость при выполнении задач, а также повышенную безопасность при работе рядом с людьми. Эти характеристики позволяют потенциально использовать их в областях медицины и производства.

## Типы и конструкции
Мягкая робототехника, в основном, конструирует роботов полностью из мягких материалов, получающиеся роботы похожи на таких беспозвоночных как черви или осьминоги. Моделирование движения таких роботов является сложной задачей, так как для этого необходимо применять методы механики сплошной среды; поэтому мягкие роботы иногда называют роботами сплошной среды (continuum robots).
Для изучения биологических явлений учёные создают мягких роботов по образу живых организмов, и проводят эксперименты, которые сложно выполнять на настоящих организмах.
Тем не менее, существуют жёсткие роботы, которые также способны к непрерывным деформациям, например робот-змея.
Мягкие конструкции могут использоваться как часть более крупного жёсткого робота. Мягкие эффекторы роботов для захвата и манипулирования объектами имеют преимущество в том, что не разрушают хрупкие объекты.
Могут быть построены гибридные мягко-жесткие роботы, у которых имеется внутренний жёсткий каркас и с внешние мягкие элементы. Мягкие элементы могут иметь много функций: как воздействующие механизмы аналогичные мышцам животных, так и смягчающий материал для обеспечения безопасности при столкновении с человеком.

## Использование
Мягкие роботы могут быть внедрены в медицине, особенно в инвазивной хирургии. Мягкие роботы могут помогать при проведении операций: изменяя свою форму, такой робот может легко перемещаться по извилистым структурам человеческого тела. Это может быть достигнуто путём использования жидкостного привода.
Мягкие роботы могут выполнять роль гибкого экзокостюма для реабилитации пациентов, помощи пожилым людям или просто увеличения силы пользователя. Команда из Гарварда создала гибкий экзокостюм, лишённый недостатков экзокостюмов из жёстких материалов, которые ограничивают естественные движения человека.
Традиционно, производственные роботы изолируются от рабочих-людей из-за проблем безопасности, поскольку столкновение жёсткого робота с человеком может легко привести к травме из-за быстрого движения робота. Мягкие роботы, напротив, могут безопасно работать вместе с людьми, при столкновении мягкие материалы робота предотвратят или сведут к минимуму потенциальную травму.
Мягкая робототехника может используется для биомимикрии в исследованиях океана или космоса. В поисках внеземной жизни учёным необходимо больше знать о внеземных водоёмах, поскольку вода является источником жизни на Земле. Мягкие роботы могут быть использованы для моделирования водных существ. Такой проект был предпринят группой Корнелла в 2015 году в рамках гранта через NASA Innovative Advanced Concepts (NIAC). Команда намеревалась для моделирования гипотетического существа, живущего в скрытом подо льдом океане Европы, луны Юпитера, разработать мягкого робота, который бы имитировал перемещение в воде миноги или каракатицы. Исследование водоёма, особенно одного на другой планете, сопряжено с решением уникальных проблем механики и поиска материалов.

## Механические соображения в дизайне
Мягкие роботы, особенно разработанные для имитации жизни, часто должны испытывать циклическую нагрузку при перемещении или выполнение любых других задач. Например, в случае робота, похожего на миногу или каракатицу, описанного выше, для движения потребуется электролиз воды и воспламенение газа, что приведёт к быстрому расширению для продвижения робота вперёд. Это повторяющееся и взрывное расширение и сжатие создаст интенсивную циклическую нагрузки на выбранный полимерный материал. Робота под водой на Европе было бы практически невозможно починить или заменить, поэтому необходимо позаботиться о выборе материала и конструкции, которые сводят к минимуму возникновение и распространение усталостных трещин. В частности, следует выбирать материал с пределом выносливости или частотой амплитуды напряжений, выше которой усталостная характеристика полимера больше не зависит от частоты.
Поскольку мягкие роботы изготовлены из мягких материалов необходимо учитывать температурные эффекты. Предел текучести материала имеет тенденцию к снижению с температурой, а в полимерных материалах этот эффект ещё более ощутим. При комнатной и более высоких температурах длинные цепи во многих полимерах могут растягиваться и скользить вдоль друг друга, предотвращая локальную концентрацию напряжений в одной области и делая материал пластичным. Но большинство полимеров претерпевают температуру перехода из пластичного в хрупкое состояние ниже которой не хватает тепловой энергии для того, чтобы длинные цепи реагировали таким пластичным образом, и разрушение гораздо более вероятно. Считается, что тенденция к тому, что полимерные материалы становятся хрупкими при более низких температурах, является причиной катастрофы шаттла «Челленджер», и к ней следует относиться очень серьёзно, особенно для мягких роботов, которые будут внедряться в медицине. Температура перехода из вязкого состояния в хрупкое не обязательно должна быть такой, которую можно считать «холодной», и фактически является характеристикой самого материала в зависимости от его кристалличности, ударной вязкости, размера боковой группы (в случае полимеров) и других факторов.

## Международные журналы
- Soft Robotics (SoRo)
- Soft Robotics section of Frontiers in Robotics and AI

## Международные события
- 2012 Summer School on Soft Robotics, Zurich, June 18-22, 2012
- 2013 International Workshop on Soft Robotics and Morphological Computation, Monte Verità, July 14-19, 2013
- 2014 Workshop on Advances on Soft Robotics, 2014 Robotics Science an Systems (RSS) Conference, Berkeley, CA, July 13, 2014
- 2015 «Soft Robotics: Actuation, Integration, and Applications — Blending research perspectives for a leap forward in soft robotics technology» at ICRA2015, Seattle WA
- 2016 Soft Robotics week, April 25-30, Livorno, Italy
- 2016 First Soft Robotics Challenge, April 29-30, Livorno, Italy
- 2017 IROS 2017 Workshop on Soft Morphological Design for Haptic Sensation, Interaction and Display, 24 September 2017, Vancouver, BC, Canada
- 2018 Robosoft, first IEEE International Conference on Soft Robotics, April 24-28, 2018, Livorno, Italy